# 克罗温 (明尼苏达州)
克羅溫（英語：Crow Wing）是位於美國明尼蘇達州克羅溫縣克羅溫鎮區的一個非建制地區。

## 地理
克羅溫所處的海拔為高於海平面370米（即1214英呎），而該地所採用的時區為UTC-6，即北美中部時區（CST）。同時該地設有夏令時間，為UTC-6調快一小時，即UTC-5（CDT）。